# Escut de Serinyà

Escut oficial de Serinyà

L'escut oficial de Serinyà té el següent blasonament:
Escut caironat: d'atzur, un sautor o creu de Sant Andreu ple d'argent; ressaltant sobre el tot un bàcul d'abat de gules posat en pal. Per timbre una corona mural de poble.

## Història
Va ser aprovat l'1 de juny de 1983 i publicat al DOGC el 6 de juliol del mateix any amb el número 342. Es va publicar una correcció d'errada al DOGC número 967 el 18 de març de 1988.
El sautor o creu de sant Andreu és l'atribut del patró del poble. El bàcul d'abat fa al·lusió al monestir de Sant Esteve de Banyoles, al qual pertanyia Serinyà.